# Lycinus gajardoi
Lycinus gajardoi là một loài nhện trong họ Nemesiidae.
Lycinus gajardoi được miêu tả năm 1940 bởi Mello-Leitão.